# 科農恰
49°38′52″N 31°28′11″E / 49.64778°N 31.46972°E
科農恰（烏克蘭語：Кононча）是位於烏克蘭中部的村莊，由切爾卡瑟州切爾卡瑟區的卡尼夫市鎮負責管轄。該村處於羅斯河畔，面積1.62平方公里，海拔高度85米，2001年人口462。